# 片岡久一郎
片岡 久一郎（かたおか きゅういちろう、1853年（嘉永6年4月） - 1906年（明治39年）12月24日）は、日本の医師。政治家、衆議院議員（2期）。

## 経歴
滋賀県出身。医学を学び、医療に従事する。その傍ら、神社の宮司となる。戸長、栗太郡常盤村(現・草津市)長、滋賀県会議員を歴任する。また、淀川改修工事に尽力した。
1898年3月の第5回衆議院議員総選挙において滋賀2区から自由党公認で立候補して当選する。1898年8月の第6回衆議院議員総選挙では憲政党公認で立候補して当選した。衆議院議員を2期務め、1902年の第7回衆議院議員総選挙は不出馬。1906年に死去した。